# Potridiscus polymorphus
Potridiscus polymorphus är en svampart som beskrevs av Döbbeler & Triebel 2000. Potridiscus polymorphus ingår i släktet Potridiscus och familjen Leotiaceae.   Inga underarter finns listade i Catalogue of Life.